# Symmachus (Papst)

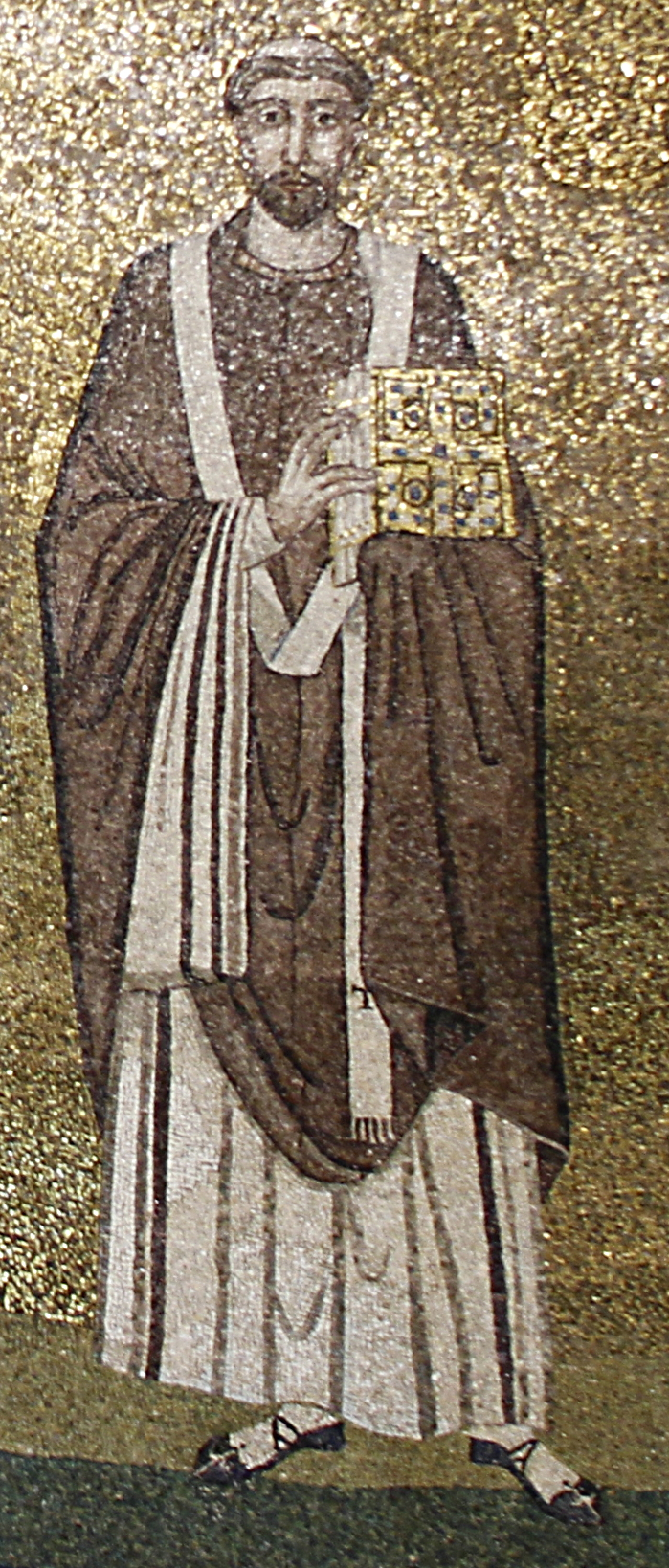
Symmachus (Mosaik aus Sant’Agnese fuori le mura, Mitte des 7. Jahrhunderts).

Symmachus (* auf Sardinien; † 19. Juli 514 in Rom) war Bischof von Rom und wird von der katholischen Kirche als Papst geführt.

## Leben
Symmachus war Erzdiakon unter Papst Anastasius II. Am 22. November 498 wurde er mit Unterstützung des Ostgotenkönigs Theoderich zum Bischof von Rom gewählt. Der in der Wahl unterlegene Kandidat Laurentius, der die Unterstützung von Byzanz hatte, amtierte bis 505 als Gegenpapst.
Im Jahre 501 wurde Symmachus verschiedener Verbrechen angeklagt. Er erklärte aber, der weltlichen Strafgerichtsbarkeit nicht zu unterstehen. Als Grundlage für diese Behauptung dienten die Symmachianischen Fälschungen, die von seinen Anhängern verfasst wurden, um seine Position zu stützen. Im Jahr darauf kam es in Rom auf Grund der Anschuldigungen zu Straßenkämpfen zwischen Gefolgsleuten des Symmachus und denen des abgesetzten Gegenpapstes Laurentius. Nachdem der Ostgotenkönig Theoderich der Große 505 erneut Partei für Papst Symmachus ergriffen hatte, zog sich dessen Rivale Laurentius auf sein Landgut bei Rom zurück. Symmachus ließ auf dem Petersplatz einen Brunnen errichten. Er starb am 19. Juli 514 in Rom.
Später wurde Symmachus als Heiliger verehrt. Der kirchliche Gedenktag liegt auf seinem Todestag, dem 19. Juli.